# Ноуэлл, Джек
Джек Томас Ноуэлл (англ. Jack Thomas Nowell, родился 11 апреля 1993 года в Ньюлине) — английский регбист, защитник клуба «Эксетер Чифс» и сборной Англии по регби. Играет преимущественно на позиции винга, но также выступает как фулбэк или внешний центровой (аутсайд-центр). Серебряный призёр чемпионата мира 2019 года в составе сборной Англии.

## Клубная карьера
Учился в школе Маунтс-Бэй и колледже Труро по специальности «Спортивная подготовка». Воспитанник школы регбийного клуба «Корниш Пайретс», выступал также за команды «Редрут» и «Плимут Альбион».
25 ноября 2012 года Ноуэлл дебютировал за «Эксетер Чифс» в чемпионате Англии в матче против «Лондон Айриш». По итогам сезона 2012/2013 он стал обладателем приза LV= «Прорыв года». За первые 46 матчей он занёс 16 попыток за клуб в матчах чемпионата Англии и Кубка европейских чемпионов.
В 2016 году Ноуэлл с «Эксетер Чифс» дошёл до финала чемпионата Англии, победив в полуфинале «Уоспс», и проиграл его «Сарацинам». Однако через год в овертайме финала против «Уоспс» его команда всё же выиграла свой первый титул чемпионов Англии.

## Карьера в сборной
Ноуэлл играл за сборные до 18 и до 20 лет. В финале чемпионата мира 2013 года среди сборных до 20 лет он принёс сборной Англии победу над Уэльсом со счётом 23:15, занеся победную попытку. 1 августа по рекомендации регбийного скаута Энди Фэйрли он был вызван во вторую сборную Англии под названием «Ингленд Сэксонс» (англ. England Saxons).
9 января 2014 года Ноуэлл был включён в заявку сборной Англии на Кубок шести наций 2014 на фоне многочисленных травм игроков основного состава. Дебютная игра состоялась 1 февраля против Франции в Сен-Дени и завершилась поражением англичан 24:26 — Ноуэлл, несмотря на тяжёлое начало, сумел по ходу матча совершить в одиночку забег протяжённостью 87 м, чего не предпринимал в прошлом ни один английский игрок. В матче против Италии, завершившемся победой англичан 52:11, Ноуэлл занёс свою первую попытку. Летом 2014 года из-за травмы Ноуэлл не участвовал в серии игр против Новой Зеландии.
На Кубке шести наций 2015 года Ноуэлл вернулся в третьем матче против Ирландии, сменив Джонни Мэя, но запорол пару возможностей для попыток. В следующей игре против Шотландии он отметился первой попыткой на поле «Туикенема», а в последнем мачте был включён в заявку против Франции — англичанам нужно было побить французов с разницей в 27 очков и больше для победы в чемпионате. Ноуэлл занёс две попытки, но англичане победили с недостаточной разницей, и титул победителя Кубка шести наций достался Ирландии. В том же году Ноуэлл был заявлен на домашний чемпионат мира и дебютировал в матче против Уругвая (победа 60:3), занеся три попытки. Ноуэлл стал одним из шести английских игроков, оформивших хет-трик по попыткам на Кубках мира. Тем не менее, англичане из группы не вышли.
На Кубке шести наций 2016 года Ноуэлл сыграл все пять матчей, выходя в стартовом составе: в первой встрече против Шотландии он занёс даже попытку. Англичане победили в Кубке, завоевав попутно Большой шлем. В том же году Ноуэлл выступил в серии матчей против Австралии: в первом он вышел на замену, положив австралийцам попытку, а во втором и третьем играл в стартовом составе (англичане победили во всех трёх встречах). Ноуэлл выступал с травмой большого пальца, из-за чего в итоге пропустил первые туры соревнований сезона 2016/2017. В апреле 2017 года Ноуэлл был вызван в расположение сборной «Британские и ирландские львы», став первым представителем клуба «Эксетер Чифс» в её рядах.
В составе сборной Англии Ноуэлл сыграл всего один матч на чемпионате мира 2019 года против Аргентины, отметившись попыткой в победном матче. Англичане стали серебряными призёрами того чемпионата мира. Из-за травмы лодыжки Джек Ноуэлл пропустил Кубок шести наций 2020.

## Личная жизнь
По словам Джека, он один из четырёх детей в семье; у каждого из его дядей и тёть также есть по четверо детей. Отец — Майк Ноуэлл, рыбак; семья Ноуэллов многие поколения занималась ловлей рыбы.
Со своей девушкой Зоуи Пирс Джек познакомился, когда ему было 14 лет. В возрасте 20-21 года между ними завязались более близкие отношения. Летом 2018 года Зоуи родила дочь от Джека, которую назвали Нори. Из питомцев у Джека есть два французских бульдога: Бадди и Бу.
Ноуэлл активно наносит татуировки на своё тело: на его ногах изображены пара кенгуру (появились после поездки в Австралию), также на его теле есть татуировка в виде льва в память о турне «Британских и ирландских львов» 2017 года. Из других увлечений он называет сбор конструкторов Lego. Владеет пабом The Swordfish Inn в родном Ньюлине (приобрёл его в 2018 году).